# 数学结构
在数学中，一个集合上的结构，或者更一般的讲类型，是由附加在该集合上的数学对象所组成，它们使得这个集合更易操作或赋予它们特殊的意义。
常见的结构包括测度，代数结构，拓扑结构，度量结构（几何），序，和等价关系等等。
有时候，一个集合同时有几种结构；这使得可研究的属性更丰富。例如，序可以导出一种拓扑。又如，如果一个集合有个拓扑并是一个群，而且这两个结构满足一定关系，则该集合成为一个拓扑群。

## 例子：实数
实数集有几个标准结构：
- 序：任意兩個數都可以比較大小，即全序。
- 代数结构：乘法和加法使其成为一个域。
- 测度：实直线上的区间有长度。
- 几何：它有一个度量，并且是平直的。
- 拓扑：数和另外一个数有远近关系。

这些关系互相关联：
- 序和度量分别导出它的拓扑。
- 序和代数结构使它成为有序域。
- 代数结构和拓扑使它成为李群（一种拓扑群）。

## 引用
- . PlanetMath. (provides a categorical definition.)